# 侍道3
『侍道3』（さむらいどう3、WAY OF THE SAMURAI 3）は、スパイクが2008年11月13日にPlayStation 3用に発売したゲームソフト。「侍道シリーズ」のナンバリングタイトル3作目で、制作はこれまでと同じくアクワイアが担当している。
また、2009年2月26日に、Xbox 360版が発売された。
シリーズ作品としては『侍道2』のあとに『サムライウエスタン 活劇侍道』が発売されているが、そちらは番外編的な位置づけのため（シリーズ的には4作品目であるものの）本作のタイトルは「3」を冠している。また、本作からゲームハードを従来のPlayStation 2 (PS2) からPS3（のちにXbox 360でも発売）などの次世代機に移している。シリーズの特徴であるやりこみ要素と自由度の高さは健在で、本作においてもゲームをどう楽しむかはすべてプレイヤーの手に委ねられている。
発売に際してニコニコ動画を利用したユーザー参加企画「あなたが作る侍道3CM大賞」が開催され、多くの投稿が行われたほか、チュンソフトのゲーム『風来のシレン』シリーズに関する刀や装飾品の登場といった、コラボレーション面でも話題を呼んだ。

## ゲーム内容
時代設定は明治時代や江戸時代末期を舞台としていた前作までから大きくさかのぼって戦国時代となり、プレイヤーは主人公を操作して、架空の地「祇州天奈（ぎしゅうあまな）」でひとりの侍として日々を過ごすことになる。天奈には三つの勢力（農民、大名、野武士集団）が存在し、それぞれストーリーの柱となる設定を持っているものの、特定の組織に属してストーリーを進める以外にも、部品を組み合わせて自分だけの刀を精錬したり、ひたすら仕事（渡世）をこなしてお金を稼いだり、果ては人斬りとなって天奈の住人を皆殺しにすることまでも可能である（子供と動物は殺害不可）。

### 前作からのおもな変更点
前作まではプレイヤーキャラクターが死亡し、ゲームオーバーになると所持していた武器やアイテムはすべて消滅していたが、本作では物語は最初からやり直しになるものの、所持していた武器やアイテムは次回のプレイに問題なく引き継がれるようになっている。
また、プレイヤーが行動を起こさずとも特定の日の特定の時間に自動でイベントが発生するようになっていた前作に対し、本作ではみずから行動しない限りはイベントが発生しなくなっている。これにより自分からイベントを進めたり天奈を去ったりしないかぎりは、エンディングを迎えることなく永久に天奈に留まり続けることが可能になった。
前作では全体マップ画面であればいつでもセーブが可能だったが、本作では各マップにいるノンプレイヤーキャラクター (NPC) 「琵琶法師」に話しかけることでセーブが行われる。琵琶法師も殺害することが可能だが、その場合はそこでのセーブができなくなる。そのためすべての琵琶法師を殺害するとゲームをクリアするか、ゲームオーバーになるかしないかぎり、セーブができなくなる。
辻斬りなどを行えるのは前作までと同様だが、本作では農民や町人などの武器や戦う力を持たない非戦闘キャラクターに攻撃を当てた場合「非道」あつかいになり、ゲームクリア後の侍点が大きく減点されるようになった。

### 新システム
いきなり沙汰
イベント中、画面に特定のアイコンが表示されているときに対応したボタンを押すと、イベントに割り込むようにして抜刀または土下座をすることが可能（いきなり抜刀、いきなり土下座）。まったく意味のない場面で行っても話の腰を折ったりイベントを中断させたりするだけであまり意味はないが、場面によってはその後の展開に大きな影響を与えることもある。
黙って俺について来い！
通称「黙俺システム」。ゲーム内に登場する一部のNPCは特定の条件を満たすと「伴侶」として連れて歩くことができるようになる。「伴侶」は武器を持って戦いに加わる者や傷の手当をする者、自宅以外でも刀箪笥を使用可能にする者など能力はさまざまで、「伴侶」がいるときでないと受けられない特別な仕事（協力渡世）も存在する。また「伴侶」の好感度が一定以上になれば自宅で同居することも可能で、同居中は内職でお金を稼ぐこともあれば、刀箪笥に入っている刀を誤って折ることもあり、「伴侶」によってさまざまなイベントが発生するようになる。

### 戦闘・刀
本作では鍛冶屋にて自分だけのオリジナル刀を作ってもらうことができる。オリジナル刀は、自分が過去に習得した技や構えを技ポイントに応じて任意に設定できるほか、所持している「刃」「鍔」「柄」「頭」などの部品を使用することで部品に応じた能力を刀に付加させることもできる。また、使用する部品は専用のものが必要だが、槍の作成を依頼することも可能。
また、刀の能力値のひとつとして「重さ」が設定されている。「重さ」はおもに攻撃速度に影響し、数値が高いほど武器の振りが遅くなるが、相手の使用する武器よりも「重さ」の数値が高かった場合、攻撃動作中に相手の攻撃を受けてもひるまずに攻撃することが可能になる利点も存在する（スーパーアーマー）。また「重さ」の数値が高ければ高いほど、わずかだが攻撃力にも上昇補正が加えられる。
「構え」に関しては、以下の3つが追加されている。
無手（むて）
本作から実装された構えで、刀を用いず徒手空拳のみで戦う。
刀の攻撃と比べて技の威力が低く、「無手」構え中はガードができなくなるという上級者向けの構えだが、ほとんどの攻撃が打撃属性に設定されているため、相手も「無手」による攻撃をガードできないという利点もある。
槍構え（やりがまえ）
過去作品では刀の一種として登場していたが、本作では固有の構えとして実装されており、刀とは明確に異なる武器という扱いになった。
総じてリーチが長く、刀よりも遠くから相手を攻撃することが可能だが、全体的に攻撃が大振りで隙が大きいのが特徴。
二刀流（にとうりゅう）
槍構え同様、本作では固有の構えとして実装。使用するには侍点が一定ポイントまで達する必要がある。
本作では別々の刀を任意に組み合わせて持つというかたちになり、攻撃力と防御力は装備した二本の刀のうち高いほうの数値が反映される。また、使用する技は二刀流専用のものが適用されるが、忍者刀で二刀流を行った場合は「忍者二刀流」となり、通常の二刀流とは違う技構成になる。

#### 新アクション
土下座
その場にひざまずいて土下座を行い、相手に許しを請う。戦闘中に行うことで相手の気をなだめて戦闘を回避したり、伴侶との修羅場に陥った際に行うことで機嫌を直してもらったりすることが可能だが、必ずしも許してもらえるとは限らない。また、侍道に反する行動に含まれるため、侍評価の減点対象にもなる。
NPCの思考ルーチンにも組み込まれており、戦闘中不利と見て命乞いの土下座をする敵も存在する。見逃すと刀を仕舞い足早にエリア外へと逃走する。
峰打ち（情け）
本作から刀を峰打ち状態にすることができるようになり、この状態で敵にとどめを刺した場合は、相手を殺害せずに倒すことができるようになった（情け）。通常、相手を殺害すると相手の所属勢力の信頼度を大きく失うことになるが、「情け」で倒した場合は信頼度の低下を防ぐことができるほか、倒した相手も再びゲームに登場することになるため何度でも戦うことができる。一方で、峰打ちで倒した相手からは武器やアイテムを奪うことができないというデメリットも存在する。
また、イベントによっては相手を殺害するか「情け」で倒すかによって、その後のイベントが分岐することもある。
辱斬り
村娘などの一部の女性キャラクターに対して刀で下半身を狙う攻撃を繰り出すと、相手を傷つけることなく着物の裾部分のみを切り裂く「辱斬り」が可能。そのキャラクターは着物の裾を押さえながら動くようになるため、移動スピードが落ちる効果がある。なお、相手にダメージを与えることはないものの、非戦闘キャラクターに辱斬りを決めた場合は「非道」扱いになる。
合わせ
相手の攻撃を受ける瞬間、タイミング良く一瞬だけ防御ボタンを押すことに成功すると、相手の攻撃を無力化したうえで自身の硬直をなくす「合わせ」が発動する。ここから以下のパターンに移行することが可能。相手の強攻撃の「合わせ」に成功すると一定確率で「見切り」が発生する。見切った技はリストに登録され、それ以後はタイミングよくボタンを押さなくても自動で「合わせ」が発動するようになる。もともとは第1作『侍』にあった要素で、『2』では廃止されていた。
本作における新要素として、雑魚敵の攻撃に対して「合わせ」が成功した場合「必殺の予感」が発生する。画面に一瞬だけ表示されるボタンを押すことで「必殺」と呼ばれる攻撃を繰り出し、相手を一撃で倒すことができる。ただし「必殺の予感」は雑魚相手にしか発生せず、主要登場人物や人斬りなどの熟練者相手には使えない。また、刀を峰打ち状態にしている場合も発動不可である。「必殺」に成功すると一定時間「連殺モード」に移行し、刀に炎のようなオーラが付加される。「連殺モード」中は相手が間合いに入ると自動で「必殺の予感」が発生するようになるため、ボタンを押し間違えたり自分からモードを解除したりしない限り、連続して「必殺」を繰り出すことができる。

## 侍道3 Plus
2008年11月13日発売された『侍道3』に調整や追加要素を加えたPlayStation 3 The Best版のPlayStation 3用ソフト。いわゆる廉価版兼完全版。また、映像特典として次回作である『侍道4』のショートムービーも収録されている。
ただし、通常版『侍道3』のセーブデータは使用できず、アップデートの内容も異なるため通常版と『Plus』間に互換性はない。

### 変更・追加要素
- トロフィーシステムの実装やゲーム内のデータや不具合の修正。
- 前作で人気の高かった主要女性キャラクターを伴侶にできるようになり、彼女たちの隠しコスチュームも搭載。
- 高難易度モード「超難しい」の実装。
- 女主人公を始めとする新人物モデルの実装。
- その他、前作にはなかった武器やアイテム、ミニイベントや伴侶などの追加。

## ストーリー
舞台は侍がもっとも活躍した戦国時代。
各地では野心に燃える英雄たちが己の手で天下を掴むべく日夜争いを繰り広げており、祇州三国のうちのひとつ、祇州天奈も例外ではなかった。
本編から4年前、足利幕府発足以来、代々この国を治めてきた大名の桜井家は、部下である藤森主膳の謀反に遭い滅亡。国主に取って代わった藤森主膳は、みずから天下に覇を唱えるべく軍拡を強行。付近の村々へ重税を課し、関所の締め付けを強化することによって強大な力を蓄えつつあった。
一方で、下克上という強引な手段で支配者となった藤森家には内外問わず多くの敵が存在し、此度も天奈の中心部にある朽葉ヶ原（くちばがはら）で大きな合戦が行われた。多くの戦死者を出したその戦は藤森軍の勝利によって幕を下ろしたが、討ち死にした兵士や武士たちの死体は野山に晒されたまま放置され、美しかった原には大きな爪跡が残ることとなった。
そして、累々と横たわる骸のなかから、ひとりの侍がおぼつかない足取りでゆっくりと立ち上がる。合戦に参加した者のなかでは数少ない生存者であり、幸か不幸か死に場所を失ったこの侍が一度は捨てた命をどのように扱い、誰のために生き、何のために刀を振るうのかは、プレイヤーの手に委ねられている。

## 登場人物
主人公
声：てらそままさき（落ち武者）、浪川大輔（若者）、竹若拓磨（青年）、西凛太朗（壮年）、伊藤亜矢子（女性）
さきの戦いで生き延びた侍。朽葉ヶ原での合戦のあと、落ち武者として辺りをさまよっていたところから物語が始まる。

### 高種村
梅宮 宗近（うめみや むねちか）
声：岩田安生
もと桜井家重臣で、藤森家家臣となった信之助と、桜花党に入った祐馬兄弟の父。桜井家滅亡後は高種村を束ね、村に争い事がないように目を見張っている。
おせい
声：佐藤利奈
さきの戦で両親が死亡し、宗近に匿われている少女。宗近同様に争い事を嫌っている。その正体は桜井家の嫡子・静流であり、大団円ルートと桜井家再興ルートでの事実上のヒロインとなる。
『Plus』では特定の条件を満たすと伴侶にすることが可能。
幸太（こうた）
声：水間真紀
おせいの弟。貧しい姉を助けようと武士にあこがれ、毎日木の枝で鍛錬をしている。
みさえ
高種村の渡世を取り仕切っている長老。わざと渡世を用意しているふしがある。

### 藤森家
藤森 主膳（ふじもり しゅぜん）
声：中田譲治
主君の桜井家を滅ぼし、みずから国主を名乗る戦国大名。数日後に織田信長が攻めてくることを知り、軍備強化を行う一方で民衆に重税をかけ圧政を敷いている。
天奈を治める大名の地位にありながら、戦においてはみずから先陣を切って戦うほどの強者でもあり、その二刀流の腕前は想像を絶する。
梅宮 信之助（うめみや しんのすけ）
声：小野大輔
梅宮宗近の息子で祐馬の兄。もと桜井家家臣で「桜井三本刀」と呼ばれる実力者のひとりだったが、現在は桜井家の仇である藤森主膳に仕えている。そのため父とは離縁され、弟からは裏切り者と蔑まれている。
真面目かつ実直な性格の武士で、中段の構えから繰り出される剣技は一流。また、夜ごと城を抜け出し朽葉ヶ原に通っている姿が目撃されており、彼の行動を不審がる者もいる。
蘭姫（あららぎ ひめ）
声：小島幸子
藤森主膳の妾。妖魔のような美貌と妖しさを持つ女性で、高貴な血を引いているとされる。藤森主膳を「最も天下に近い男」と呼び、みずからの野望を果たすために仕えている。
『Plus』では特定の条件を満たすと伴侶にすることが可能。
桐江 正継（きりえ まさつぐ）
声：小野塚貴志
藤森主膳に仕える素破（忍者）衆の長。かつて桜井家に仕えていた信之助に対し疑念を抱いている。
忍者刀「黒蜻蛉（くろとんぼ）」を武器とし、トリッキーな動きで敵を仕留める。また、かつての桜井家との戦で「桜井三本刀」のひとり、蓮葉水五郎を討ち取った功労者でもある。
清成（きよなり）
藤森家の渡世を取り仕切っている侍大将。処刑侍という裏での始末人のような仕事が多く、元隠密という噂もある。

### 桜花党
松崎 源十郎（まつざき げんじゅうろう）
声：吉野貴宏
桜花党頭領。もと桜井家の下級武士で桜井家復興という大義名分をかかげているものの、みずからは野盗と同様に藤森家の物資を襲う強盗などを行っているだけでいつまでも藤森を討つ気がないのを祐馬やいつせに影で苦言を呈されている。
酒と女を愛する快楽主義者だが、狡猾な性格で機知にも富む。また、その巨体に見劣りしない大刀「馬通一（ばついち）」を軽々と振り回す怪力を持つ。
主膳の命でついに桜花党が一掃されそうになった際は部下を置いて真っ先に逃げ出そうとするほか、入党直後から殺害が可能で、また殺しても桜花党員は主人公を新たな頭領としてあっさり受け入れてしまうなど人望はない様子。
梅宮 祐馬（うめみや ゆうま）
声：杉山大
梅宮宗近の息子で信之助の弟。桜井家復興のために藤森家討伐に尽力している。藤森家に仕える兄に対して憎悪の念を抱いている。
単純一途な熱血漢で精神的に未熟な部分はあるが、愛槍「羅刹女（らせつにょ）」から繰り出される技の数々は強力。
竜胆 いつせ（りんどう いつせ）
声：斎藤恵理
藤森主膳を激しく憎む女剣士。桜井家復興に興味はないが、打倒主膳のため桜花党に協力している。
片手剣を得物としており、舞うようにして華麗に敵を倒す技を得意とする。
『Plus』では特定の条件を満たすと伴侶にすることが可能。
常次（じょうじ）
桜花党の渡世を取り仕切っている番長。主人公を親友と呼び、義理人情を大切にする。

### その他
雪園（せつえん）
声：加瀬康之
茶人を自称する謎の人物。とらえどころのない性格で、つねに傍観者を気取っているが、裏では忍者を使って祇州天奈を探っている。
争いを好まないためみずから戦いを挑むことはないが、有事の際には愛刀「虎御前」を操り、優れた実力を発揮する。なお「雪園」とは雅号であり、本名ではない。
おりょう
御幹町の裏の仕事を取り仕切っている謎の女。その渡世は関係する人物の言動の齟齬が多い。
斬蔵
夜の御幹町に出没する浪人。捜し物のために町を徘徊しているというが、居合の使い手で謎の多い人物。
もみじ
主人公を父の仇と称して襲い掛かる女。序盤の戦で父親を失っており、たまたま生き残った主人公を父の仇と勝手に見なして斬りかかる。峰打ちで倒されるか、斬られて死亡するかのどちらだが、生存ルートでは土下座をする主人公の姿を見て矛を収め、父の仇を討つのを断念したあとは主人公を度量の広い人と認めたうえで信じてみることにし、さらには伴侶としてついていくことを決意する。
わかひこ
『Plus』に登場。「愛ゆえに旅人」を自称するきざな優男で、やたらと語尾を伸ばしたがる口調が特徴。特定の条件を満たすと主人公に「夢のような伴侶」を仲介する。
4年前に戦死した藤森家最強の侍「麦芽耕作郎」と瓜ふたつの姿をしているらしい。
うりこ
『Plus』に登場。関所のまえで刀や槍の部品を売る「落物屋」の少女で、わかひこに惚れられている。
ふだんは目の前で抜刀しても逃げていくだけだが、一度でも攻撃を加えると刀を抜き放ち、泣き喚きながら襲い掛かってくる。必殺技は、猛烈な勢いで数十発の蹴りを繰り出す「うりこちゃん殺法・死ね死ね祭り」。

### ゲストキャラクター
謎の忍
声：小西克幸
特定の場面で登場する謎の忍者。正体は『忍道 戒』の登場人物「黒鷹のザジ」。
堂島兄弟
声：伊丸岡篤
鍛冶屋の主人。シリーズ作品においては毎回「堂島」の名をもつ鍛冶屋が登場する。本作では兄弟として登場するが、仲違いしそれぞれ別々の場所で鍛冶屋を営んでいる。
両者とも商売道具である野鎚（ハンマー）を武器としており、兄は「新式」弟は「古式」を腰に下げている。
先生
声：氷上恭子
関所にある芽隆道場（めだかどうじょう）の道場長で、佐村一刀流の師範。本名は佐村摩利支天（さむらまりしてん）。
古剣術「幽玄裂法」の使い手で木刀を武器とするが、さきの戦いでほとんどの門下生を失っており、塞ぎ込んでいる。
『Plus』では特定の条件を満たすと伴侶にすることが可能。
『侍』などに登場する「先生」と瓜ふたつだが関連性は不明。
かすみ
声：氷上恭子
『侍道2』に登場する女性キャラクター「天原のかすみ」。本作では「伴侶」として登場する。
お貞
声：小島幸子
『忍道 戒』に登場する「貞女」とよく似た女性キャラクターだが、関連性は不明。本作では遊女の「伴侶」として登場し、「憑依」という霊媒能力を持つ。
ドナ
声：斎藤恵理
『侍（侍道ポータブル）』に登場する男性キャラクターのドナドナとよく似た姿をした女性キャラクター。先祖かどうかは不明だが、大きなアフロヘアーに妙な片言口調など共通点は多い。

## 設定
祇州
本編の舞台である「天奈（あまな）」と、その隣国である「大淀（おおよど）」「高富（たかとみ）」を含めた三国の総称。いずれも架空の地名であり本編中で具体的な地理は明言されていないが、攻略本『極めの書』では「（信長の勢力範囲を考えると）中京・近畿の辺りではないか」と推測されている。
桜井三本刀
前・国主である桜井家に仕えていた3人の凄腕侍衆のこと。「花津末輝」「蓮葉水五郎」「梅宮信之助」で構成されていたが、4年前の藤森軍との戦の際に梅宮信之介を除いて全員戦死している。
影打三本刀
前述した「桜井三本刀」を真打とし、それに選ばれなかった二番手侍衆のこと。当時は隠密として影の任務を担当していたが、後年に至るとその実力は真打に匹敵したといわれている。老齢の剣豪「鷹種みさえ（幽玄のタカタネ）」を後見役に据え、一の太刀・「穂波りょう（漆黒のホナミ）」、二の太刀・「松花堂常次（暗闇のショウカドウ）」、三の太刀・「古野枝清成（陰影のコノエ）」で構成されていたが、4年前の桜井家滅亡とともに離散している。
佐村一刀流
祇州天奈特有の流派で、芽隆道場の道場長が幽玄のタカタネに弟子入りし、その技を体系化し興した。その門下生は桜井家滅亡の戦で多くが亡くなっている。伴侶にもその使い手が見られるほか、次作『侍道4』では居合い構えの流派として登場する。
天邪鬼（妖怪）
『Plus』に登場。前世で受けた呪いによって天奈のどこかに封印されている妖怪。人の顔面を削ぎ落とし、それを喰らうことに喜びを感じる、きわめて邪悪な存在。普段は人間に取り付いて行動しているが、ある能力の高い女性10人を生贄に捧げることによって封印が解かれると言われている。
なお本編に「天邪鬼」の名を冠した刀も登場しているが、こちらは刀の性質でそう呼ばれているだけであり基本的に関連性はない。

## 評価
ライターの山村智美は、Game Watchに寄せたレビューの中で、シリアスとおバカとのバランスがうまく調節されており、異様ながらも独特な魅力として成立していると評価している。